# ろうと台

（図１）ろ過実験の様子。ろ紙を入れた実験用漏斗をろうと台にさしてろ過している。

ろうと台（ロート台、漏斗台、ろうとだい、英: funnel holder）は、漏斗を穴に差し込んで固定するための器具である。理科学実験用漏斗と用いる場合は、液体をろ過する際に使用する。同様の機能を持つ器具のロートスタンド、ロート受け、ロート架、ロートホルダー、ロートアダプターなどについてもここで説明する。
図1のように、ろ過で漏斗を使用する際には、ろ過した後の液体が飛び跳ねるのを防ぐために漏斗のとがった先をビーカーの器壁に密着させて注ぐ。このとき、うまく注げるようろうと台の高さを調節すると良い。漏斗の先端が割れやすいので、調節の際は注意する。

## 種類
化学の教科書や参考書では、しばしば、図１のような木製で高さを調節することができる、2か所の穴が空いたろうと台が掲載されているが、木製だけではなく、同じ形状で金属製、樹脂製のろうと台も存在する。また、使用できるビーカーや漏斗は限られてしまうが、軽く、安価で、安定し、収納スペースを取らないろうと台として、板をコの字型に折り曲げ、漏斗を刺すための穴をあけた、ビーカーに乗せられるろうと台や、同様にビーカーに載せて使えるロートホルダー、ロート架が存在している。また、ワイヤーのみで出来た、高さの調節が可能なロートスタンドもある。スタンドに取り付けられる環状のロートホルダーもある

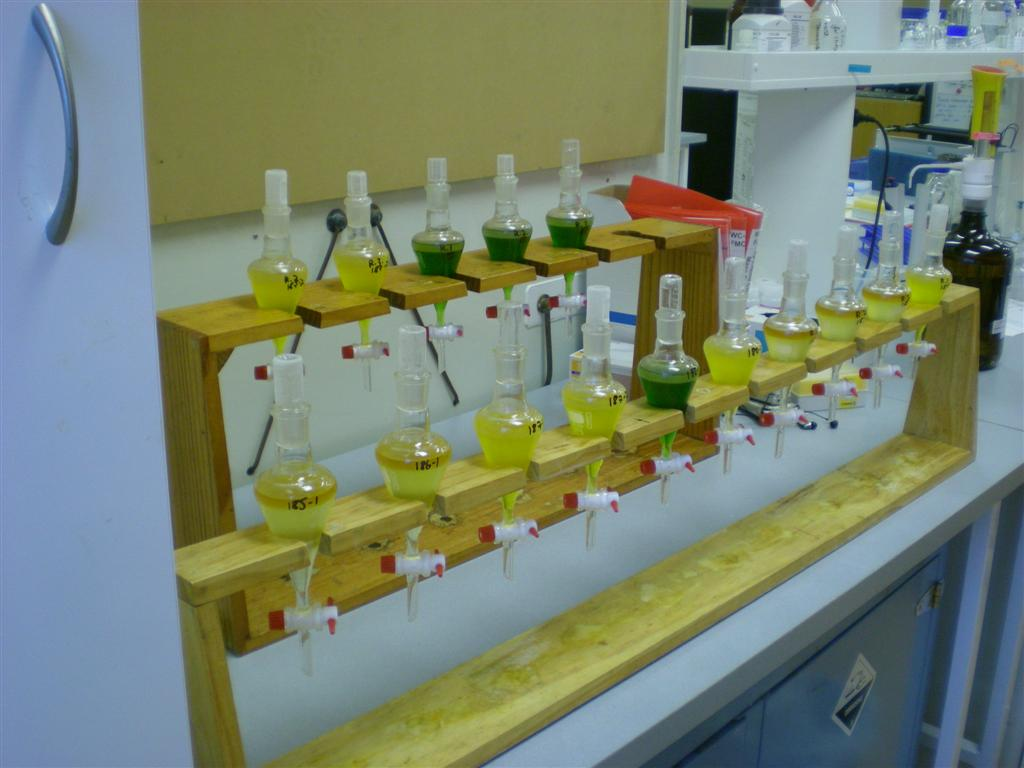
(図2)複数の分液漏斗が立てかけられた分液ろうと台

分液漏斗用のろうと台には、複数の分液漏斗を並べて比較できるような、大型のものがある。吸引ろ過やガラスフィルター使用のためにブフナー漏斗を固定する場合には、ゴム栓状のロートアダプターを使うとよい。

## 標準規格
JIS規格では、JISK 0050：2019 「化学分析方法通則」において「沈殿重量分析の一般的操作」で、ろ紙を用いて沈殿物のろ過をする場合は、漏斗をろうと台に置いてろ過するよう指示がある。その際、漏斗の脚部（細い部分）が受け器の内壁に接触するようにし、漏斗の高さを、脚部先端がろ紙の中に浸らない位置に調節する必要がある。

## 解説
1. ↑  ロート架は、ビーカーの壁面に漏斗の脚部(細い部分)を当ててろ過することはできない